# Eschatoceras
Eschatoceras is een geslacht van rechtvleugeligen uit de familie sabelsprinkhanen (Tettigoniidae). De wetenschappelijke naam van dit geslacht is voor het eerst geldig gepubliceerd in 1891 door Redtenbacher.

## Soorten
Het geslacht Eschatoceras omvat de volgende soorten:
- Eschatoceras bipunctatus Bolívar, 1884
- Eschatoceras dorsatus Redtenbacher, 1891
- Eschatoceras nigrospinosus Karny, 1907
- Eschatoceras nigrovittatus Bolívar, 1884
- Eschatoceras punctifrons Redtenbacher, 1891
- Eschatoceras spinifrons De Geer, 1773
- Eschatoceras virescens Redtenbacher, 1891